# 다니엘 돈스코이
다니엘 돈스코이(독일어: Daniel Donskoy, 1990년 1월 27일 ~ )는 독일의 배우이다.

## 성장 과정
돈스코이는 우크라이나-러시아 유대인 가정 출신이다. 어머니는 우크라이나인이며 아버지는 러시아인이다. 1990년 돈스코이가 태어난 직후 부모는 유대인 난민으로 베를린으로 이주했다. 돈스코이는 러시아어, 히브리어, 독일어, 영어를 배우며 자랐다.